# Barracuda (film 1997)
Barracuda è un film del 1997 diretto da Philippe Haïm.
La pellicola è stata distribuita anche con il titolo Barracuda - Vorsicht Nachbar!.

## Trama
Monsieur Clément è un eccentrico vecchietto che vive in una casa polverosa e piena di fotografie di Fred Astaire. Un giorno, nell'appartamento di fronte al suo si trasferisce una giovane coppia formata dal fumettista Luc e dalla sua fidanzata Margot, in attesa di un bambino; l'anziano si dimostra molto interessato al ragazzo e cerca di fare amicizia con lui, invitandolo spesso a cena per fargli conoscere sua moglie Violette.
Dopo diversi rifiuti, Luc decide di accettare l'invito, ma una volta entrato nell'appartamento scopre che Clément è uno psicopatico e che Violette è in realtà una bambola di plastica raffigurante una donna ad altezza naturale. Il giovane cerca di fuggire, ma Clément lo stordisce e lo incatena al lavandino del bagno facendolo suo prigioniero. Luc prova disperatamente a liberarsi, ma ogni suo tentativo risulta vano, anzi non fa altro che peggiorare la sua situazione, dal momento che si ritrova via via sempre più costretto (dapprima incaprettato con delle funi, poi legato saldamente al letto, infine chiuso in una camera insonorizzata e attaccato ad un palo di metallo con una catena al piede).
Nel frattempo Clément fa credere a Margot che Luc l'abbia abbandonata, mentre Luc crede che il vecchio abbia ucciso la ragazza. La situazione paradossale in cui Luc si ritrova lo spinge ad aggrapparsi con tutto sé stesso agli spiragli di libertà che intravede durante la sua prigionia e a tentare in tutti i modi di evadere dal mondo immaginario in cui vive Clément.